# Snob (motorfiets)
Snob is een historisch Duits merk van motorfietsen.
De bedrijfsnaam was aanvankelijk Snob motorenwerk GmbH. De firma werd op 15 April 1923 omgezet in een "Aktien-Gesellschaft" met de naam Rhein-Motorenwerk , Düsseldorf-Oberkassel.
Het was een firma die na de Eerste Wereldoorlog tot de leidende fabrikanten van lichte viertakten hoorde. De eencilinder 154cc-kop/zijklepper was ontwikkeld door Karl Döpfner. Een kopklepversie won veel wedstrijden. De productie begon in 1920, een paar jaar vóór de grote Duitse "Motorboom" van 1923, maar eindigde tegelijk met de productie van ruim 150 andere Duitse merken in 1925.